# Église évangélique de Sarrebruck
L'église évangélique de Sarrebruck est une église située au centre-ville et est classée monument historique.

## Histoire
Sous la pression du roi de France Louis XIV, la chapelle Saint-Jean est donnée au culte catholique. Les fidèles protestants se rendent alors à l'office à l'église du château de Sarrebruck.
Le comte Charles Louis de Nassau-Sarrebruck demande alors la construction d'un nouveau temple. La première pierre de l'église protestante est posée, après la mort soudaine du comte, par son successeur, Frédéric-Louis de Nassau-Ottweiler. L'église est réalisée entre 1725 à 1727 d'après les plans de l'architecte Jost Bager et est dotée d'une tour baroque par Paul Bucklisch. La construction se poursuit en 1753/54 par l'ajout d'une sacristie et en 1775, elle est reconstruite sur une nouvelle base.
De 1894 à 1898, une nouvelle église de style néo-gothique est construite, qui devient un bâtiment annexe de la première église.
À la suite des dommages de la Seconde Guerre mondiale le bâti de la première église s'effondre. L'architecte Rudolf Krüger dirige de 1950 à 1953, la reconstruction de l'église, en créant de nouveaux aménagements intérieurs. En 1960, un centre communautaire a été adjoint à l'église. Depuis 1995, elle est utilisée seulement pour des cérémonies privées.

## Architecture
La nef possède six fenêtres en arche, divisée en deux parties. Sur le côté Nord/Ouest se trouve un portail flanqué de pilastres avec un entablement à droite.
L'architecte et verrier György Teşiu conçut, en 1953, six vitraux de l'Église.

## Patrimonialité
L'église est classée monument historique.

## Référence
1. ↑  Teildenkmalliste Sarrebruck, Inventaire de la Sarre, Landesdenkmalamt Sarre, P. 116 (PDF).